# Seth Gross

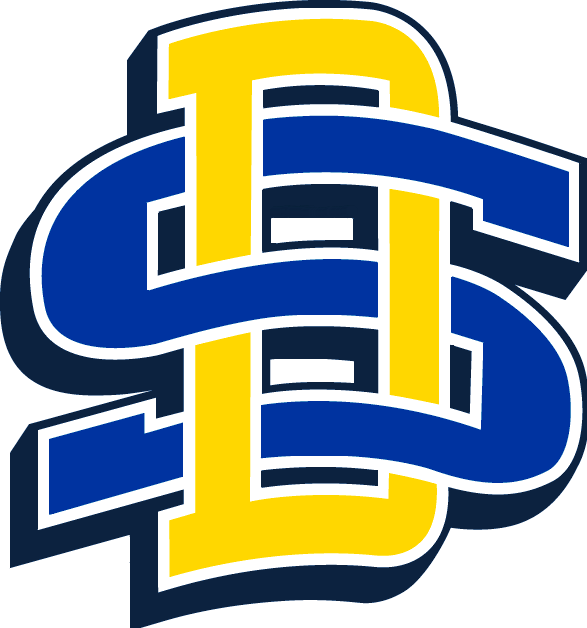
Jackrabbits

Seth Anthony Gross (ur. 1996) – amerykański zapaśnik walczący w stylu wolnym. Zajął piąte miejsce na mistrzostwach świata w 2022. Pierwszy w Pucharze Świata w 2022 roku.
Zawodnik Apple Valley High School i South Dakota State University. Dwa razy All-American (2017, 2018) w NCAA Division I; pierwszy w 2018 i drugi w 2017 roku.